# Oussekine
Oussekine ist eine französische Miniserie der Walt Disney Company, die den Tod von Malik Oussekine aufgreift, einem unbeteiligten Studenten und Passanten, der in der Nacht vom 5. zum 6. Dezember 1986 in Paris während eines Protestes gegen eine umstrittene Universitätsreform durch polizeiliche Sondereinsatzkräfte in einem Akt willkürlicher und unverhältnismäßiger Polizeigewalt getötet wurde. Die Miniserie beschäftigt sich zudem mit den Folgen der Tat und die Auswirkungen auf Politik, Polizei und die französische Gesellschaft sowie mit den Kampf der Familie für Gerechtigkeit.
In Frankreich fand die Premiere der Miniserie am 11. Mai 2022 als Original durch Disney+ via Star statt. Im deutschsprachigen Raum erfolgte die Erstveröffentlichung der Miniserie am selben Tag durch Disney+ via Star.

## Handlung
Seit Wochen herrschen in ganz Frankreich Proteste und Massendemonstrationen aufgrund einer umstrittenen Universitätsreform von Alain Devaquet. Der Gesetzentwurf sieht vor, den Universitäten mehr Autonomie zu gewähren, eine strengere Auswahl bei der Zulassung zum Studium einzuführen und die Studiengebühren zu erhöhen. In der Nacht vom 5. zum 6. Dezember 1986 war für die Kontrolle und Säuberung des Pariser Universitätsviertel Quartier Latin eine motorisierte Sondereinheit der Polizei namens Voltigeurs motocyclistes beauftragt, die auf Einzelverfolgung geschult ist und als besonders brutal gilt. 
In dieser Nacht begibt sich der 22-jährige Student Malik Oussekine zu seinem Lieblingsjazzclub in der Rue Monsieur-le-Prince in Paris. Als der Franzose algerischer Herkunft den Club wieder verlässt, gerät er in eine gewaltsame Auflösung und ins Visier der Beamten. Drei behelmte Einsatzkräfte nehmen die Verfolgung auf. Oussekine flüchtet sich zum Hauseingang der Rue Monsieur-le-Prince 20, wo ihm die Tür von Paul Bayzelon, einem Beamten des Finanzministeriums, geöffnet wird. Den Polizeibeamten gelingt es aber sich Zutritt zum Gebäude zu verschaffen, wo sie Oussekine im Hausflur zu Boden werfen, und ihn mit ihren Knüppeln und Füßen traktieren. Trotz des Eingreifen von Bayzelon und der andauernden Bekundung Oussekines nichts Unrechtes getan zu haben, massakrieren die Beamten ihn weiter. Oussekine verstirbt noch vor Ort.
Die Tat sorgt im ganzen Land und durch alle gesellschaftlichen Schichten hinweg für große Empörung. Die Miniserie greift neben der Tat auch die Folgen und Auswirkungen dieser auf Politik, Polizei und die französische Gesellschaft auf. Zudem erzählt die Miniserie vom Kampf der Familie für Gerechtigkeit.

## Besetzung und Synchronisation
Die deutschsprachige Synchronisation entstand nach den Dialogbüchern sowie unter der Dialogregie von Matthias Klimsa durch die Synchronfirma Studio Hamburg Synchron in Hamburg.
| Rolle                                 | Schauspieler           | Synchronsprecher  |
| ------------------------------------- | ---------------------- | ----------------- |
| Malik Oussekine                       | Sayyid El Alami        | Flemming Stein    |
| Aïcha Oussekine                       | Hiam Abbass            | Dagmar Dreke      |
| Ben Amar Oussekine                    | Malek Lamraoui         | Ivo Möller        |
| Mohamed Oussekine                     | Tewfik Jallab          | Jörn Linnenbröker |
| Miloud Oussekine                      | Slimane Dazi           |                   |
| Fatna Oussekine                       | Naidra Ayadi           | Céline Fontanges  |
| Sarah Oussekine                       | Mouna Soualem          | Samina König      |
| Rechtsanwalt Georges Kiejman          | Kad Merad              | Michael Lott      |
| Anwalt Bernard Dartevelle             | Laurent Stocker        | Joachim Kretzer   |
| Sicherheitsminister Robert Pandraud   | Olivier Gourmet        | Douglas Welbat    |
| Brigadier Jean Schmitt                | Thierry Godard         | Jürgen Holdorf    |
| Anwalt Garraud                        | Gilles Cohen           | Bernd Stephan     |
| Commissaire Duruisseau                | Mathieu Demy           | Achim Buch        |
| Jissé Garcia                          | Matthieu Lucci         | Nils Rieke        |
| Giorgi                                | Richard Sammut         | Kai Henrik Möller |
| Paul Bayzelon                         | Louis Berthélémy       | Alexander Merbeth |
| Valéry Cassini                        | Vincent Colombe        | Volker Hanisch    |
| Yann                                  | Bastien Bouillon       | Andreas Dyszewski |
| Lucas                                 | Louka Meliava          | Cem Yeginer       |
| Stéphane                              | Tom Hudson             | Jonas Minthe      |
| Untersuchungsrichter Philippe Jeannin | Quentin Ogier          | Frank Jordan      |
| Jean-Louis                            | Raphaël Mathon         | Markus Hanse      |
| Saba                                  | Fatima Zahrae Hamdaoui | Cassandra Schütt  |
| Concierge Malik                       | Christine Paolini      | Anja Topf         |
| Mutter von Garcia                     | Lucia Sanchez          | Susanne Sternberg |
| Polizist #1                           |                        | Martin May        |
| Polizist #2                           |                        | Matthias Klimsa   |

## Episodenliste
| Nr. | Deutscher Titel | Originaltitel | Erstveröffentlichung (Frankreich) | Deutschsprachige Erstveröffentlichung (D/A/CH) | Regie               | Drehbuch                                                    |
| --- | --------------- | ------------- | --------------------------------- | ---------------------------------------------- | ------------------- | ----------------------------------------------------------- |
| 1   | 1. Teil         | Épisode 1     | 11. Mai 2022                      | 11. Mai 2022                                   | Antoine Chevrollier | Antoine Chevrollier, Julien Lilti, Cédric Ido & Faïza Guène |
| 2   | 2. Teil         | Épisode 2     | 11. Mai 2022                      | 11. Mai 2022                                   | Antoine Chevrollier | Antoine Chevrollier, Julien Lilti, Cédric Ido & Faïza Guène |
| 3   | 3. Teil         | Épisode 3     | 11. Mai 2022                      | 11. Mai 2022                                   | Antoine Chevrollier | Antoine Chevrollier, Julien Lilti, Cédric Ido & Faïza Guène |
| 4   | 4. Teil         | Épisode 4     | 11. Mai 2022                      | 11. Mai 2022                                   | Antoine Chevrollier | Antoine Chevrollier, Julien Lilti, Cédric Ido & Faïza Guène |

## Rezeption
Die TAZ nennt „Oussekine“ eine „eindrucksvolle, emotional aufwühlende Serie“, die zeige, dass der Fall noch heute relevant sei, „ohne Bezüge mit dem Holzhammer herzustellen. Rassismus und Diskriminierung, Polizeigewalt und Justizmissbrauch und eskalierende Proteste - all das ist heute nicht nur in der französischen Gesellschaft genauso präsent wie vor 36 Jahren.“
Die Kinozeitschrift Cinema urteilt, die „Zuschauer die von von Diskriminierung, Verlust und Trauer durchzogene Familiengeschichte der Oussekines verfolgen, werden im Verlauf der Geschichte immer mehr Bruchstücke des verhängnisvollen Dezemberabends aufgedeckt“. Lisa Schwarz fasst zusammen, dass sich so „die dicht erzählte Miniserie, die auch die aktive Vertuschung der Tat, den gesellschaftlichen Aufschrei sowie den Aufstieg des Front National aufgreift, nie vom eigentlichen Zentrum der Geschichte“, Malik Oussekine, abweicht. Die Miniserie sei so ein „eindringliches und emotionales Drama über ein dunkles Kapitel in Frankreichs Geschichte, das heute genauso aktuell ist wie damals“.